# 布勞蒂竞技足球俱乐部
布勞蒂竞技足球俱乐部（英語：Broughty Athletic Junior Football Club）是一個位於蘇格蘭鄧迪布勞蒂費里的初級足球會，於1920年創辦。

## 歷史
球會於1920年創辦，當時名為布勞蒂退伍軍人（Broughty Ex-Servicemen），在1951年才更名為布勞蒂竞技，同時把主場搬至克萊波茨城堡對面的克萊波茨公園球場（Claypotts Park）。球場在1989年更名為惠顿公園球場（Whitton Park），以紀念1989年6月5日逝世的球會前球員和主席埃迪·惠顿（Eddie Whitton）。

## 外部連結
- 官方網站 （页面存档备份，存于）（英文）

56°28′40″N 2°53′28″W / 56.477815°N 2.891193°W